# 정희상
정희상(1963년 ~ ) 은 대한민국의 탐사보도 전문 기자이다. 월간 《말》 기자, 《시사저널》 취재부장을 거쳐 현재 《시사IN》 탐사보도 전문기자로 활동하고 있다. 김훈 중위 의문사 진상, 다단계 업체 제이유 사건, 친일파 후손 재산상속, 대기업의 중소기업 잔혹사 등을 추적 보도했으며, 기자협회 기자상·특별상, 삼성언론상 등을 수상했다. 저서로는 한국전쟁 전후 민간인 학살을 탐사한 《이대로는 눈을 감을 수 없소》, 현대사의 그늘을 탐사한 《대한민국의 함정》, 검사들의 성접대 스캔들을 파헤친 《검사와 스캔들, 묻어버린 진실》이 있다.

## 경력
- 《말》지 기자: 1989년 ~ 1992년
- 《시사저널》기자: 1992년 ~ 2007년
- 《시사IN》 기자: 2007년 ~ 현재
  - 시사IN 탐사보도팀 팀장  사  시사IN 사회팀 팀장 : 2011년 ~ 2012년
  - 시사IN 선임기자

## 저서
- 《이대로는 눈을 감을 수 없소》. 돌베개. 1999년
- 《대한민국의 함정》. 은행나무. 2005년
- 《빨간 베레모》. 시사IN북. 2018년

### 공저
- 《기자로 산다는 것》. 호미. 2007년
- 《검사와 스폰서, 묻어버린 진실》. 책보세. 2011
- 《다시 기자로 산다는 것》. 시사IN북. 2012년

## 수상이력
- 1998 제99회 한국기자협회 이달의 기자상 취재보도부문
- 1999년 제3회 삼성언론상 보도부문
- 2006년 제195회 한국기자협회 이달의 기자상 취재보도부분
- 2016년 제6회 진실의 힘 인권상